# کوچک‌درناها
کوچک‌درناها (نام علمی: Parvigrus) یک سرده از پرندگان منقرض‌شده با تک‌گونهٔ Parvigrus pohli است. این یک تیره، Parvigruidae در نظر گرفته می‌شود. بقایای Parvigrus pohli از فسیل‌های یافت‌شده در Vachères در فرانسه، از سنگ‌های مربوط به الیگوسن پایین توصیف شده است. نام Parvigrus از واژه لاتین parvus به معنای کوچک و grus برای درنا گرفته شده است، لقب خاص به Burkhard Pohl اشاره دارد که نمونه را برای مرکز دایناسورهای وایومینگ به دست آورده است. گونهٔ Parvigrus pohli یکی از وابستگان مرغی درنا و آرام‌رو لنگان بود.